# Problema Dileram
| Começo de um tabuleiro de xadrez. | a        | b        | c        | d | e | f        | g        | h        |                             |
| 8                                 |          | rg em b8 |          |   |   |          | kg em g8 |          | 8                           |
| 7                                 |          |          |          |   |   |          |          |          | 7                           |
| 6                                 |          |          |          |   |   | pr em f6 | pr em g6 |          | 6                           |
| 5                                 |          |          |          |   |   |          |          |          | 5                           |
| 4                                 | kr em a4 |          | ng em c4 |   |   |          | nr em g4 | rr em h4 | 4                           |
| 3                                 |          |          |          |   |   |          |          | er em h3 | 3                           |
| 2                                 |          | rg em b2 |          |   |   |          |          |          | 2                           |
| 1                                 |          |          |          |   |   |          |          | rr em h1 | 1                           |
|                                   | a        | b        | c        | d | e | f        | g        | h        | Fim do tabuleiro de xadrez. |

O problema Dileram é um dos mais famosos mansubat (problemas de xadrez), ainda que utilize as regras do antecessor árabe Xatranje. O problema foi citado pela primeira vez por al-Adli, entretanto é mencionado em pelo menos duas histórias. A primeira história conta que um califa havia apostado sua esposa Dileram em uma partida de xadrez. Em um dado momento, o califa estava numa posição complicada quando a esposa palpitou o lance vencedor exclamando Meu marido, entregue suas duas Torres mas não entregue Dileram o que permitiu que este encontrasse a solução vencedora. Uma segunda versão da história, já na idade média, conta com quatro esposas: Jahan (mundo), Hayat (existência) e Fana (destruição) além da própria Dileram que novamente palpitou o lance vencedor para o marido.